# Naissance en 1379
Naissance
- 1375
- 1376
- 1377
- 1378
- 1379
- 1380
- 1381
- 1382
- 1383

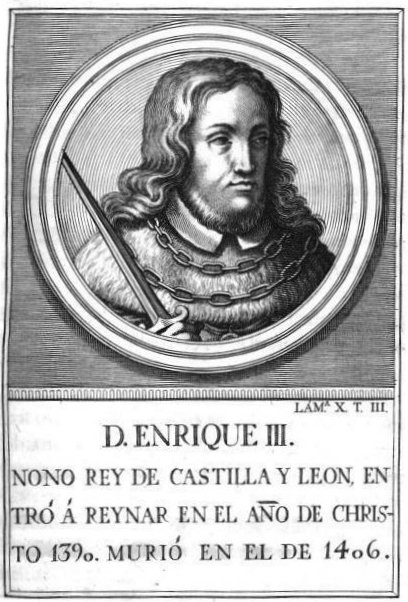
Henri III de Castille, né en 1379.

Cette page dresse une liste de personnalités nées au cours de l'année 1379  :
- 4 octobre : Henri III de Castille, parfois appelé Henri le Maladif ou Henri l'Infirme, roi de Castille, de León, de Galice, de Tolède, de Séville, de Cordoue et de Murcie.

- Jeanne Beaufort, princesse anglaise.
- Stefano da Verona, peintre italien de style gothique.
- Bonne de Bourgogne,  comtesse de Flandre, de Bourgogne, de Nevers et de Rethel.
- Jérôme de Prague, théologien tchèque, disciple de Jean Hus.
- Mohnyin Thado, huitième souverain du royaume d'Ava.
- Zhu Youdun, dramaturge et poète chinois.

## Crédit d'auteurs
- Cet article est partiellement ou en totalité issu de l'article intitulé « 1379 » (voir la liste des auteurs).